# Mylochromis sphaerodon
Mylochromis sphaerodon är en fiskart som först beskrevs av Regan 1922.  Mylochromis sphaerodon ingår i släktet Mylochromis och familjen Cichlidae. IUCN kategoriserar arten globalt som livskraftig. Inga underarter finns listade i Catalogue of Life.